# ذا آن أربور أوبزيرفر
ذا آن أربور أوبزيرفر هي مجلة صحفية شهرية يتم تقديمها مجانًا لجميع المقيمين الدائمين في منطقة آن آربر وميشيغان ومنطقة الخدمات البريدية. تم إطلاق المجلة في عام 1976. كما تمتلك شركة آن أربور أوبزرفر وتدير مجلة "كوميونيتي أوبزرفر"، وهي مجلة فصلية يتم تقديمها مجانًا لجميع المقيمين الدائمين في تشيلسي بولاية ميشيغان، وديكستر بولاية ميشيغان،، ومانشستر بولاية ميشيغان، وسالين بولاية ميشيغان، وجميعها من مناطق الخدمة البريدية؛ دليل الضيوف لفترة السنتين arborlist.com، ودليل الإعلانات المبوبة المجانية، washtenawguide.com، ودليل للعيش والعمل في المنطقة Community Observer، والدليل الشامل على الإنترنت AnnArborObserver.com مع أخبار يومية وأسبوعية وقوائم الأحداث الشهرية).

## روابط خارجية
- الموقع الرسمي